# Dhammakaja mozgalom

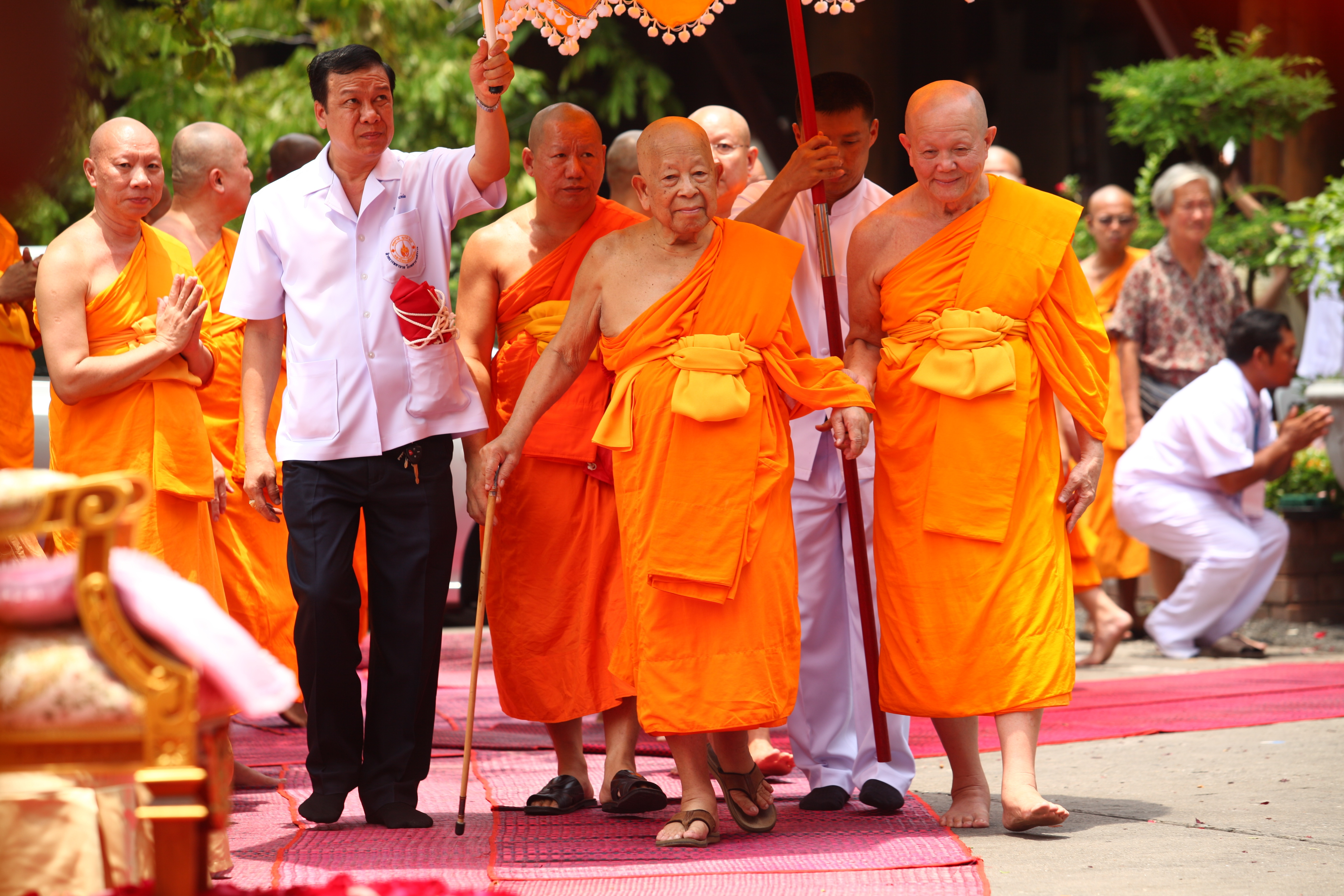
Szomdet Csuang Varapunno (balra) és Luang Por Dattadzsivo (jobbra)

A dhammakaja mozgalom, dhammakaja hagyomány vagy viddzsa dhammakaja (thai: ธรรมกายเคลื่อนไหว, IPA: Ṭhrrmkāy khelụ̄̀xnh̄ịw) thai buddhista hagyomány, amelyet Luang Pu Szodh Kandaszaro indított a 20. században. Néhány templom szorosan kapcsolódik ehhez az irányzathoz, amelyek közül mind a bangkoki Paknam Bhaszicsaron kolostortemplomot tekinti elődjének. A mozgalom tagjai a dhammakaja meditációt gyakorolják, amelyet a tudósok a jógácsára hagyományhoz kötnek. A mozgalom központi fontosságú tana szerint Buddha a dhammakaja meditáció révén érte el a megvilágosodást. Úgy tartják, hogy ez a meditáció később feledésbe merült, egészen, amíg Luang Pu Szodh Kandaszaro újból fel nem élesztette azt. A dhammakaja mozgalomhoz tartozó templomokban a dhammakaja meditációt jelentős stílusbeli és struktúrabeli különbségekkel gyakorolják, ezért vannak, akik a dhammakaja mozgalom kifejezést nem szeretik, helyette szimplán dhammakaja templomokról, illetve dhammakaja hálózatról beszélnek.

## Főbb templomok

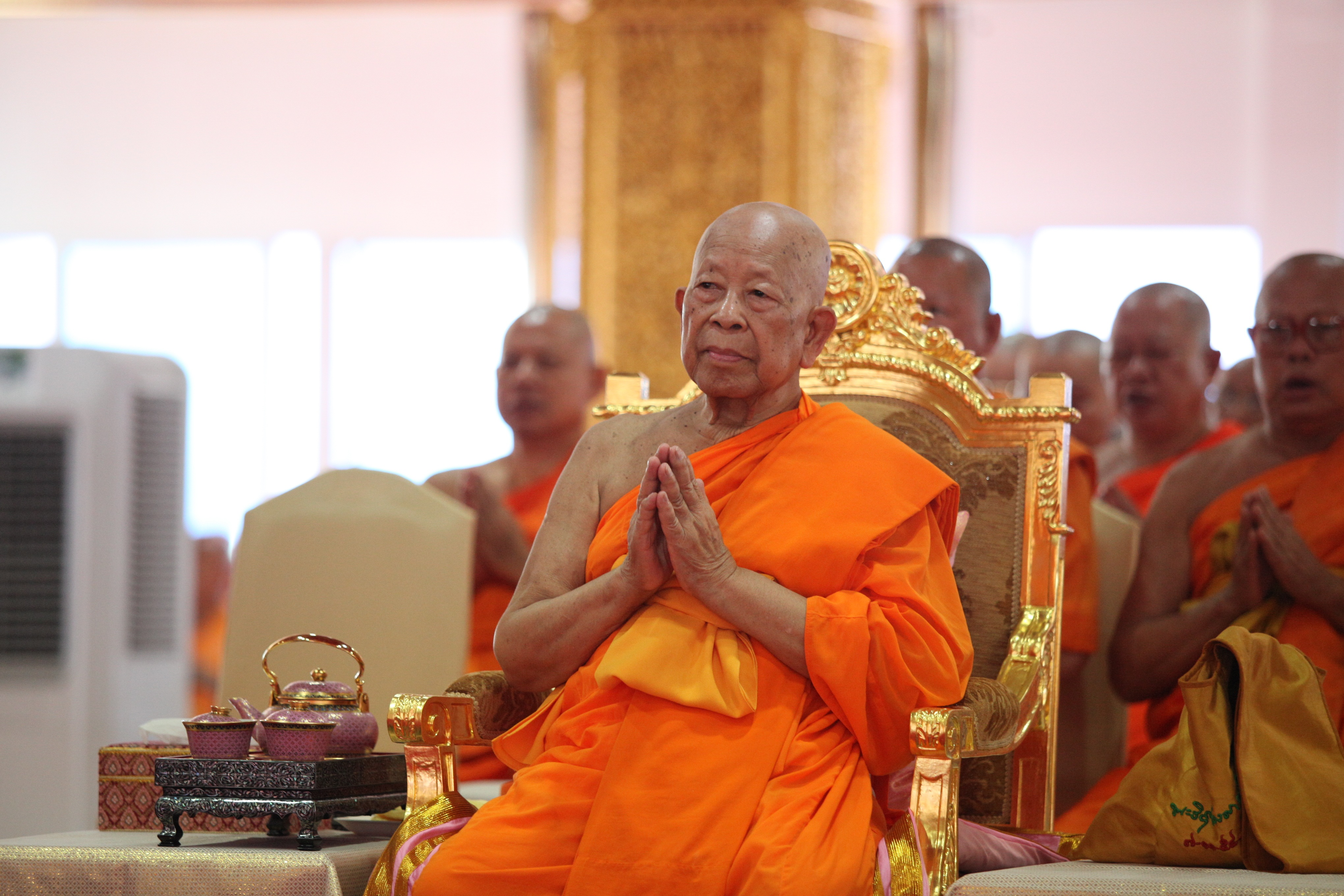
Szomdet Csuang Varapunno szertartás közben

- Paknam Bhaszicsaroen kolostortemplom (thaiul: วัดปากน้ำภาษีเจริญ, Bangkok)[9]
- Phra Dhammakaja kolostortemplom (Pathum Thani, Bangkoktól északra) – mérete miatt a legközismertebb, és a középosztály számára a legnépszerűbb. Ez a templom a meditáción, adakozáson és önkénteskedésen keresztüli érdemszerzést hangsúlyozza.[10] Világszerte 1 millióan követik ezt a hagyományt.[11] A szerzetesek, papnövendékek és világi alkalmazottak száma együttesen meghaladja az ezret.[12] Szlogenjük: „Világbéke belsőbékén keresztül”.[13]
- Radzsoraszaram kolostortemplom (jelentése: a király fiának temploma, korábbi neve: Csomthong) – a Csakri-dinasztia idején vált királyi intézménnyé, a burmai-sziámi háború előtt. Az építészete sok kínai hatást mutat.[14] A templomban egyházi és állami iskola is működik.[15][16]
- Luang Phor Sodh Dhammakayaram kolostortemplom (Ratcsaburi tartomány, Bangkoktól nyugatra)

## Jellemzői

### Revivalist school

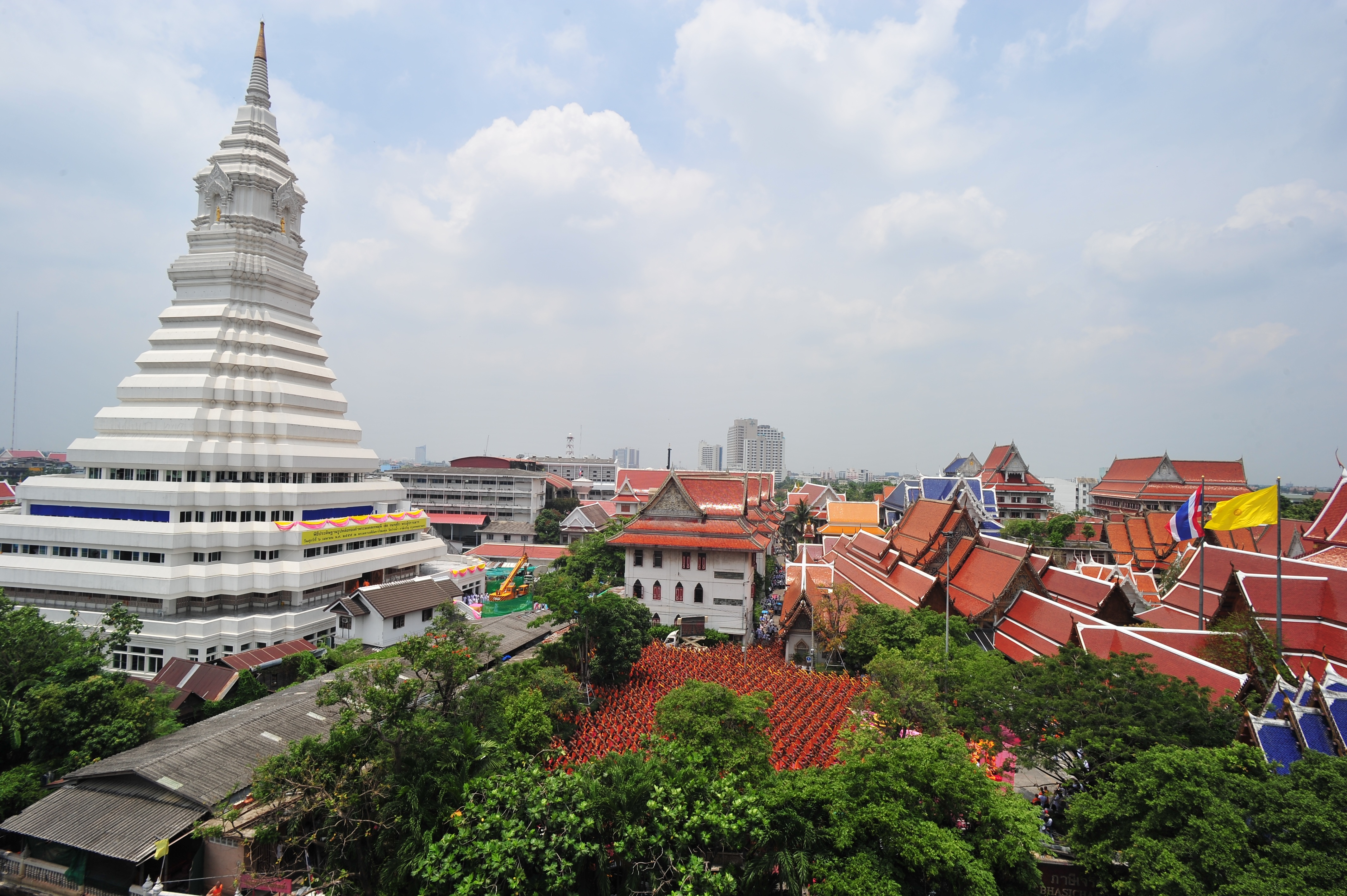
A Paknam Bhaszicsaroen kolostortemplom sztúpája

Annak ellenére, hogy a mozgalom szerepelt az ellentmondásos az amerikai globális Fundamentalizmus projekt (The Fundamentalism Project) tanulmányai között,, a tudósok általában mégsem tekintik ezt a mozgalmat fundamentalistának, sokkal inkább egy régi hagyomány feléledésének. Vita tárgyát képezi, hogy ez a mozgalom új mozgalomnak számít-e. A Phra Dhammakaja kolostortemplomban kifejezetten kijelentették, hogy nem kívánnak új buddhista rendet létrehozni. A mozgalom központi fontosságú tana szerint Buddha a dhammakaja meditáció révén érte el a megvilágosodást. Úgy tartják, hogy ez a meditáció később feledésbe merült, egészen, amíg Luang Pu Szodh Kandaszaro újból fel nem élesztette azt.
A hagyományban több templomban is kifejezték, hogy szembeszállnak a hagyományos mágikus szertartásokkal, a jövendöléssel és a lottószámok megjóslásával. A Phra Dhammakaja templom életrajzi írása szerint Luang Pu Sodh hasonló elveket vallott. Azonban ő gyakran gyógyított embereket meditáció segítségével, illetve a személyes amulettjének a mai napig varázserőt tulajdonítanak. A mozgalom ugyanis nem tagadja a csodákat, amelyek a meditáció gyakorlatához köthetők.

### Tantrikus théraváda
A 2000-es évektől új bizonyítékok láttak napvilágot, amelyek alapján Luang Pu Sodh buddhista felfogása eredhet a jógácsára (vagy tantrikus théraváda) hagyományból is. A dhammakaja meditációs módszer sikeresen túlélte a modernizációs kényszernyomást a 19. században, és a tudósok elmélete szerint az elméleti része a jógácsárával közös őshöz vezethető vissza. Azonban Luang Pu Sodh a jógácsára hagyománnyal is azonosítható mágikus gyakorlatokat a Paknam templomban. Életrajzából az derül ki, hogy szerinte Buddha tanításainak nem képezte fő részét a természetfeletti erők használata. Elegendő bizonyítékok hiányában a jógácsára és a dhammakaja mozgalom elméleti kapcsolódásának vitája a mai napig nincs lezárva.

### Dhammakaja meditáció és az igaz lélek
A dhammakaja mozgalom legfőbb templomaiban a meditáció a legfontosabb gyakorlat. A mozgalmat lényegében a dhammakaja teszi különbözővé a többi théraváda buddhista hagyománytól, ugyanis a mozgalom követői úgy tartják, hogy minden meditációs módszer a dhammakája eléréséhez vezet, és a nirvána elérésének csak ez a módja létezik. A mozgalom szerint Buddha felfedezése volt, hogy a nirvána lényegében az igaz lelket jelenti. A mozgalomban ezt a lelket, vagy spirituális lényegiséget nevezik dhammakajának. A mozgalomban úgy tartják, hogy a buddha és a nirvána ezen esszenciája szó szerint létezik minden érző lényben. Az éntelenség tanát arra használatos módszernek tekintik, amely által elengedhető mindaz, ami nem „én” , és ezen keresztül érhető el az igaz „én”, ami a lélek.
Paul Williams filozófus szerint a dhammakaja mozgalom tanításai bizonyos szempontból hasonlítanak a mahájána buddhizmus buddha-természet és trikája tanításaihoz. Úgy véli, hogy a dhammakaja mozgalom a mahájána tathágata-garbha hagyománytól függetlenül fejlődött ki, azonban hasonló buddhista értelmezésre jutott.

### Nyomtatott
- Dhammakaya Foundation (1998) The Life & Times of Luang Phaw Wat Paknam (Bangkok, Dhammakaya Foundation) ISBN 978-974-89409-4-6
- Bhikkhu (Terry Magness), Suratano (1960). The Life and Teaching of Chao Khun Mongkol-Thepmuni and The Dhammakāya (triple-gem.net).
- Phramonkolthepmuni (2006) "Visudhivaca: Translation of Morradok Dhamma of Luang Phaw Wat Paknam" (Bangkok, 60th Dhammachai Education Foundation) ISBN 978-974-94230-3-5
- Phramonkolthepmuni (2008) "Visudhivaca: Translation of Morradok Dhamma of Luang Phaw Wat Paknam", Vol.II (Bangkok, 60th Dhammachai Education Foundation) ISBN 978-974-349-815-2

### Internetes
- A Paknam kolostortemplom hivatalos weboldala
- A Phra Dhammakaja kolostortemplom hivatalos weboldala
- A Luang Phor Sodh Dhammakayaram kolostortemplom hivatalos weboldala
- Általános információk a Radzsoraszaram kolostortemplomról